# 麻薬戦争

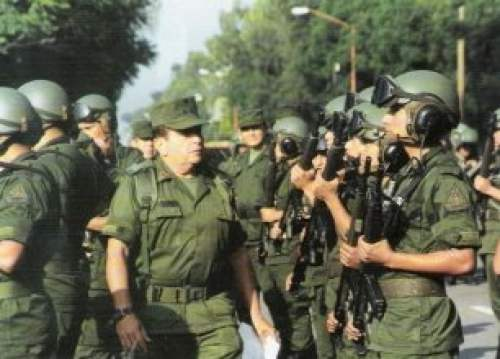
メキシコはメリダ・イニシアティブを通じてアメリカから器材と戦略的支持として16億ドルの支援を受けた。しかし2012年の第67回国連総会で、メキシコ、コロンビア、グアテマラといったラテンアメリカ諸国の大統領は、薬物の流通を制限するという証拠は乏しく、メキシコで6年間で6万人の死者を出したため、政策の変更を提案した。

薬物戦争（やくぶつせんそう、英語: War on Drugs）とは、日本では麻薬戦争（まやくせんそう）とも呼ばれ、参加国の協力の下に違法薬物の取引を削減することを目的として行われた、アメリカ合衆国連邦政府による国外での軍事支援および軍事介入を表す用語である。
麻薬戦争の取り組みは、違法な向精神薬の生産、流通、消費の阻止を目的とする、一連のアメリカ合衆国の薬物政策を含む。この用語は、1971年6月17日にアメリカ合衆国大統領リチャード・ニクソンによって初めて用いられた。
2009年5月13日、アメリカ国家薬物取締政策局局長ギル・ケルリコースキーは、薬物における実施政策を大きく変更する計画はないが、アメリカ合衆国大統領バラク・オバマが「逆効果だ」と主張する「薬物戦争」という用語を使わないと伝えた。
2011年6月、NGOの薬物政策国際委員会は薬物戦争に関する批判的な報告書を公表し、「世界規模の薬物との戦争は、世界中の人々と社会に対して悲惨な結果をもたらし失敗に終わった。国連麻薬に関する単一条約が始動し、数年後にはニクソン大統領がアメリカ合衆国連邦政府による薬物との戦争を開始したが、50年が経ち、国家および国際的な薬物規制政策における抜本的な改革が早急に必要である」と宣言した。この報告書は薬物の合法化に反対する団体により批判された。

## 前史
阿片戦争はアヘン取り締まりが原因で起きている。
1950年代からビルマ族と他の少数民族との内戦が続くミャンマーでは、旧ビルマ共産党を含む多くの反政府勢力が資金源として麻薬ビジネスに関わっていた。
1961年に国連麻薬に関する単一条約が採択された。

## 歴史

世界の麻薬密造地帯

1967年には、ビルマ・ラオス・タイ国境付近で、クン・サ率いる「モンタイ軍」(MTA)と（ビルマ・シャン州およびタイ北部に存在していた）中国国民党残党による密輸キャラバンと、旧ラオス王国軍との間で戦闘が発生している（1967年阿片戦争）。この戦争の結果、国共内戦後にタイに侵入していた中国国民党残党はタイ王国軍によって武装解除と強制退去をさせられ、クン・サはのちにビルマ政府に逮捕されてMTAのメンバーが半減するなど一時的に大打撃を受けた。
1971年2月21日には、ウィーンにて、先の条約によって規制した以外の薬物の乱用を抑止するために、向精神薬に関する条約が採択された。
薬物戦争の用語は、1971年6月17日にアメリカ合衆国大統領リチャード・ニクソンによって初めて用いられた。当時、ビルマ式社会主義体制においてアメリカ合衆国とは軍事協定を何ら結んでいなかったビルマ連邦に対しても、麻薬を資金源とするビルマ共産党やクン・サら軍閥が存在していた事から「対麻薬計画」として限定的な装備や教育の提供が行なわれていた。
ニクソンのアドバイザーであったジョン・アーリックマンは、ニクソンは黒人と反戦活動者を逮捕するために薬物取り締まりを利用したと1994年に回想している。
ロナルド・レーガンが軍事援助と引き換えにコカ撲滅作戦を展開し、時の大統領ハイメ・パス・サモラをして「この国を支配するのはアメリカ大使館だ」とまで言わせたボリビアでは、人々の生活に欠かせないコカを排除することへの反発から、反米のエボ・モラレスが大統領になった。麻薬単一条約からも脱退していたが、国内消費に限り容認させる留保付きで条約に復帰した。
ジョージ・H・W・ブッシュ政権下では、1989年12月に麻薬取引にかかわったマヌエル・ノリエガを捕まえる名目でパナマ侵攻をおこした。同年、コロンビアでは、メデジン・カルテルとカリ・カルテルを壊滅するため、政府を支援している（麻薬カルテル戦争、プラン・コロンビア）。
世界の違法なアヘンの生産量は、1971年の990トンから、1989年の4,200トンに増加し、2007年には国際連合は8,800トンとなり最大生産量に達したと報告した。アメリカで1990年代の10年間でコカインの使用量は増加し、2008年の国連の調査でもコカの葉を生産するためのコロンビアの土地は根絶計画に反して劇的に拡大した。つまり、1990年代以降、麻薬戦争は全面的に失敗であるという意見も増加してきた。
ジョージ・W・ブッシュ政権下では「メリダ・イニシアティブ」を実施して支援を開始し、2006年12月にメキシコのフェリペ・カルデロン大統領は就任直後から大規模な麻薬密輸組織掃討作戦に乗り出したが、治安当局への報復攻撃などにより4年間で死者が3万196人に達した。2009年にはメキシコでは、ヘロイン、マリファナ、コカインの個人所持が合法化されることになる。
2009年5月13日、アメリカ国家薬物取締政策局（英語: Office of National Drug Control Policy）局長ギル・ケルリコースキーは、薬物における実施政策を大きく変更する計画はないが、バラク・オバマ政権が「逆効果だ」と主張する「薬物戦争」という用語を使わないと伝えた。

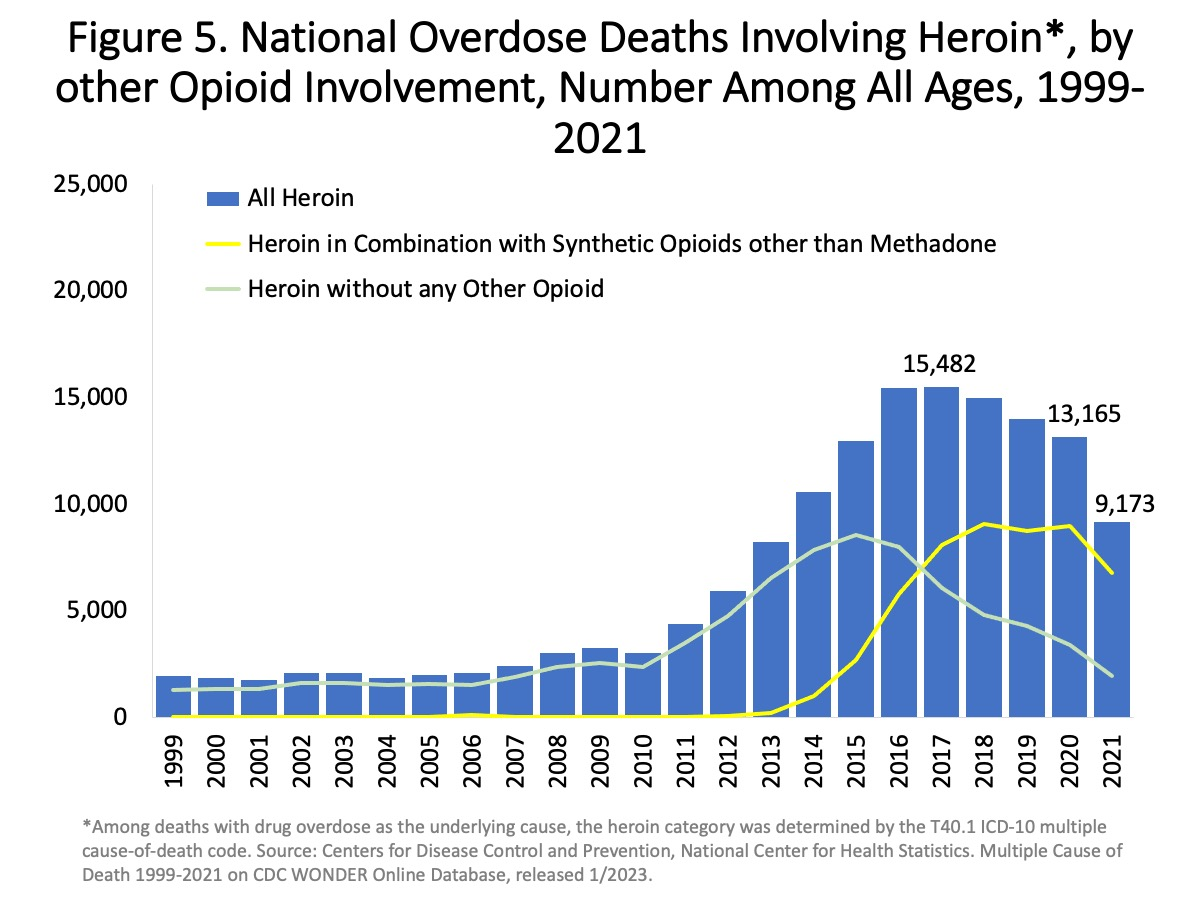
米国でのヘロイン過剰摂取による死亡数

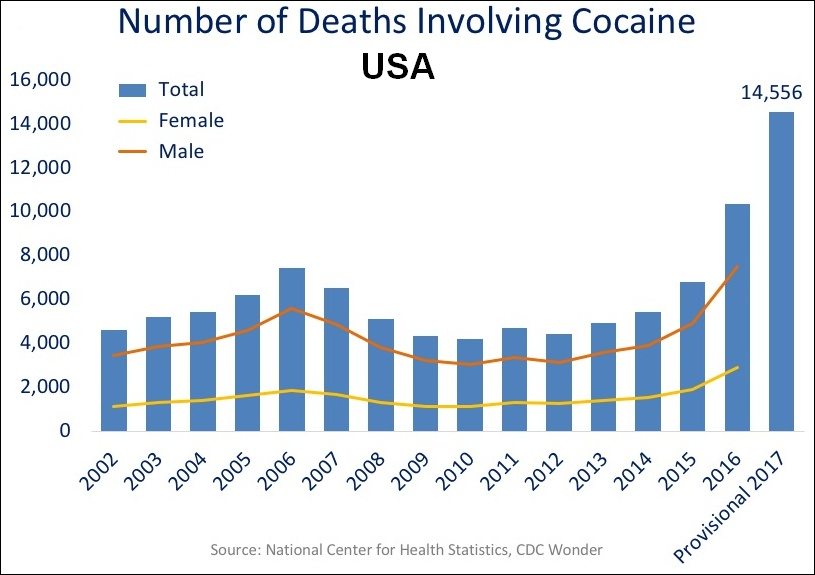
米国でのコカイン過剰摂取による死亡数

2011年6月、薬物政策国際委員会は薬物戦争に関する批判的な報告書を公表し、「世界規模の薬物との戦争は、世界中の人々と社会に対して悲惨な結果をもたらし失敗に終わった。国連麻薬に関する単一条約が始動し、数年後にはニクソン大統領がアメリカ合衆国連邦政府による薬物との戦争を開始したが、50年が経ち、国家および国際的な薬物規制政策における抜本的な改革が早急に必要である」と宣言した。この報告書は薬物の合法化に反対する団体により批判された。
2012年の第67回国連総会では、メキシコ、コロンビア、グアテマラといったラテンアメリカ諸国の大統領は、薬物の流通を制限するという証拠は乏しく、暴力につながるこうした政策の変更を提案した。メキシコでは、カルデロンの任期中6年間に、薬物に関連した暴力により死者は6万人を上回り、コロンビアでは撲滅運動にかかわらず依然としてコカインの世界最大の生産地の1つである。
2013年の国連の薬物乱用防止デーにおいて、法の支配は一部の手段でしかなく、刑罰が解決策ではないという研究が進んでおり、健康への負担や囚役者を減らすという目標に沿って、人権や公衆衛生、また科学に基づく予防と治療の手段が必要とされ、このために2014年には高度な見直しを開始することに言及し、加盟国にはあらゆる手段を考慮し、開かれた議論を行うことを強く推奨している。
2016年には、国連薬物特別総会（UNGASS:UN General Assembly Special Session on Drugs）2016が開催される予定である。総会は2016年4月19日から21日に、ニューヨークにて開催される。以前の総会は1998年に開催され、加盟国には非現実的な「薬物のない世界」という目標が課された。近年では、当のアメリカの一部の州において大麻が非犯罪化されているだけでなく、ポルトガルは完全に薬物を非犯罪化し、ラテンアメリカ諸国でも制限を緩めているところがある。
2017年に大統領ドナルド・トランプは、麻薬による中毒死が急増しているという、オピオイド（麻薬の医学用語）による危機について国家非常事態の宣言を予定し、これは公衆衛生上の非常事態の宣言となった。こうした死亡を減らす取り組みには職業訓練を行う一方で、監督下注射施設を用意することであり、カナダでは35%の死亡の減少、全国的に展開するスイスでは半減している（ハーム・リダクション）。これを実施するためには、アメリカ合衆国は薬物戦争を終わらせなければならず（刑罰ではなく治療の政策へ）、そのための準備はまだない。
2016年より、フィリピンでは、ロドリゴ・ドゥテルテが麻薬戦争を起こす。
2018年、薬物問題に関連する世界177の非政府組織から成り立つ、国際薬物政策コンソーシアムは、違法な薬物市場を撲滅するという取り組みは効果が乏しい上に、健康・人権・治安への悪影響があると報告した。メキシコでの2017年の殺人件数は麻薬関連犯罪によって記録を更新し、フィリピンで開始された取り締まりにより2万7千人が死亡、アメリカでは2017年に過剰摂取で7万人が死亡した。
2018年11月、国連システムは科学的証拠に、基づく、人権に基づく、人間中心の対応を支援するために国連システムを活用することに焦点をあてていくとし、健康と人権を中心とした政策を支援する。メキシコでは、大統領が2019年初に「麻薬戦争は終わった、我々は平和を望む」と発言し、5月には、薬物の所持を非犯罪化し取り締まりに使っていた資金を、薬物依存症の治療に使う計画があることを明らかにし、アメリカ合衆国にも追従するよう求めた。
2019年6月、国際麻薬統制委員会は、麻薬の懲罰に死刑の廃止を推奨し、政府当局による暴力は懸念であり、個人的な使用のための薬物少量所持のような軽微な違反には、懲罰ではなく治療回復、社会への再統合といった、代替策の可能性もあると声明を出した。

## 関連作品

### 映画
- デルタフォース2(1990年)
- 山猫は眠らない(1993年)
- 今そこにある危機(1994年)
- トラフィック(2000年)
- ブルドッグ(2003年)
- エリート・スクワッド(2007年)
- エリート・スクワッド ブラジル特殊部隊BOPE(2010年)
- 野蛮なやつら/SAVAGES(2012年)
- エンド・オブ・ウォッチ(2012年)
- ラストスタンド(2013年)
- 悪の法則(2013年)
- サボタージュ(2014年)
- ボーダーライン(2015年)
- ボーダーライン: ソルジャーズ・デイ(2018年)
- ランボー ラスト・ブラッド(2019年)
- マークスマン(2021年)

### ドラマ
- ナルコス

### ゲーム
- コール オブ デューティ モダン・ウォーフェアII

### ノンフィクション
- ビルマ・アヘン王国潜入記 - 高野秀行